# Вигфрид
Вигфрид (на немски: Wigfried, Wichfried; * 900, † 9 юли 953) от фамилията Матфриди, е архиепископ на Кьолн от 924 до 953 г., ерцкаплан и от 941 г. ерцканцлер на братовчед му крал Ото I Велики.

## Живот
Той е син на Герхард I от Мец (* 875, † 22 юни 910), граф на Мец, и съпругата му Ода Саксонска (875/880 – 952) от династията Лиудолфинги, дъщеря на Ото I Сиятелния († 912), херцог на Саксония, и Хадвига Бабенбег († 903), прапраправнучка на Карл Велики. Майка му е по-малка сестра на император Хайнрих I Птицелов (* 876, † 936).
Вигфрид прави дарения на манастири и църкви. Той умира след дълго боледуване на 9 юли 953 г. и е погребан в „Ст. Гереон“. Негов наследник става Бруно, братът на крал Ото I.